# Ладомирова
Ладомирова (слч. Ladomirová) насељено је мјесто са административним статусом сеоске општине (слч. obec) у округу Свидњик, у Прешовском крају, Словачка Република.

## Становништво
| Година:    | 1994. | 2004.    | 2014.    | 2024.   |
| ---------- | ----- | -------- | -------- | ------- |
| Број људи: | 775   | 858      | 1016     | 1064    |
| Разлика:   |       | +10,70 % | +18,41 % | +4,72 % |

| Година:    | 2023. | 2024.   |
| ---------- | ----- | ------- |
| Број људи: | 1061  | 1064    |
| Разлика:   |       | +0,28 % |

Према подацима о броју становника из 2024. године насеље је имало 1064 становника.